# Darin Allen
Darin Eric Allen (* 5. Januar 1965 in Columbus, Ohio) ist ein ehemaliger Boxer aus den USA, Amateurweltmeister im Mittelgewicht von 1986 und WM-Herausforderer der IBF im Halbschwergewicht von 1997.

## Amateurkarriere
Allen wurde 1985 US-amerikanischer Meister im Mittelgewicht, wobei er im Halbfinale auch den amtierenden National Golden Gloves Champion und späteren IBF-Weltmeister William Guthrie besiegte. Daraufhin wurde er zu den 4. Weltmeisterschaften 1986 in Reno eingeladen, wo er sich beeindruckend gegen Riquerne Berron aus der Dominikanischen Republik (5:0), Nusret Redžepi aus Jugoslawien (4:1), Julio Quintana aus Kuba (5:0) und Henry Maske aus der DDR (4:1) durchsetzte und somit die Goldmedaille im Mittelgewicht gewann. 
Anschließend setzte jedoch eine Serie von Niederlagen ein, die ihn aus den führenden Ranglisten warfen. Unter anderem schied er im Halbfinale der US-amerikanischen Meisterschaften von 1987 gegen Joe Lipsey aus und verlor bei den 10. Panamerikanischen Spielen in Indianapolis bereits im ersten Kampf durch K. o. in der ersten Runde gegen Ángel Espinosa aus Kuba. Allen selbst erklärte sich mit der fehlenden Eigenschaft, sich dem Kampfstil eines Gegners anpassen zu können („When i used to go into a Fight, i had one Style. If that didn't work, i had fold, i had quiet“, Interview mit der Lexington Dispatch vom 7. Juli 1988).
Allen arbeitete anschließend unter professioneller Anleitung an diesen Defiziten und trat bereits Mitte 1988 wieder eindrucksvoll in Erscheinung, als er sich für die Olympic Trials im Juli, der nationalen Ausscheidung zur Teilnahme an den Olympischen Spielen 1988 von Seoul qualifizierte. Dabei unterlag er erst im Finale gegen Anthony Hembrick, weshalb ihm ein Olympiaauftritt verwehrt blieb. Hembrick hatte jedoch bei den Spielen wenig Glück; da er den Bus vom Olympiadorf zur Wettkampfstätte verpasste und somit nicht zu seinem Kampftermin erschien, wurde er disqualifiziert und schied somit kampflos aus.

## Profikarriere
Noch im Jahr 1988 wechselte Allen ins Profilager und gewann sieben Kämpfe in Folge, darunter gegen die ungeschlagenen Eric Cole (4-0) und Gino Calvillo (4-0). Im Mai 1990 erlitt er seine erste Niederlage, als er durch Technischen K. o. gegen James Williamson (9-4) unterlag. Im Oktober desselben Jahres, unterlag er zudem knapp nach Punkten gegen Keith Providence (6-0).
Anschließend blieb er jedoch in 17 Kämpfen ungeschlagen. Dabei gelangen ihm Siege gegen Armando Rodríguez (24-4) aus Venezuela und den Deutschen Meister Andreas Marks. Am 19. Juli 1997 erhielt er daraufhin eine WM-Titelchance der IBF im Halbschwergewicht gegen William Guthrie (23-0), den er bei den US-Meisterschaften 1985 noch besiegt hatte. Diesmal verlor er jedoch nach drei Niederschlägen durch Technischen K. o. in der dritten Runde und beendete anschließend seine Karriere.